# Pracuúba
Pracuúba est une municipalité du Centre-Est de l'État de l'Amapá. Sa population est de 3 353 habitants (IBGE 04/2007), pour une superficie de 4 957 km2. Sa densité populationnelle est donc de 0,68 hab/km2.
Elle fait limite avec Amapá au Nord et à l'Est, Tartarugalzinho au Sud-Est, Ferreira Gomes au Sud et Calçoene au Nord-Ouest.
La localité fut fondée en 1906, découpée du territoire de celle d'Amapá, et obtint son autonomie administrative en 1993.